# Хилдрет, Хорас Огастес
Хорас Август Хилдрет (англ. Horace Augustus Hildreth; 2 декабря 1902 — 2 июня 1988) — американский политик-республиканец, 59-й губернатор штата Мэн.

## Биография
Хорас Хидрет родился в семье адвоката. В 1925 году получил образование в Боудин-колледже. В 1928 окончил Гарвардский университет со степенью бакалавр права.
Некоторое время работал в бостонской юридической фирме Ropes, Gray, Best, Coolidge and Rugg, после чего вернулся обратно в Мэн, чтобы заняться политикой. В 1940 году был избран в Палату представителей Мэна, а в 1942 в Сенат, где в 1943—1944 был председателем.
На губернаторских выборах 1944 года выставил свою кандидатуру, и победил. Переизбран в 1946 году.
В 1947—1948 годах был председателем Национальной ассоциации губернаторов. Выступал за то, чтобы сбором налогов на газ и алкогольных пошлин занималось исключительно федеральное правительство.
В 1948 году надеялся баллотироваться в федеральный Сенат, но его однопартийцы выставили кандидатуру Маргарет Смит. После окончания губернаторского срока политическая карьера Хораса Хилдрета закончилась. В том же году он основал Community Broadcasting Service, в рамках которой в 1953 году была открыта первая телевизионная станция Мэна, WABI-TV. В настоящее время вещательная компания также управляется семьёй Хилдрет.
Также в 1953 году недолго проработал президентом Бакнеллского университета в Льюисбурге, Пенсильвания.
В конце 1953 года был назначен президентом Дуайтом Эйзенхауэром послом в Пакистане (до 1957).
В 1967 году он купил долю Портлендской радиостанции. В 1974 году перестал активно ею заниматься.
Хорас Август Хилдрет умер 2 июня 1988 года от сердечного приступа.